# Temporada 2017-2018 del FC Barcelona
La temporada 2017-18 és la 118a en la història del Futbol Club Barcelona, i la 87a temporada consecutiva del club en la màxima categoria del futbol espanyol.

## Plantilla
| N. | Pos. | Nac. | Jugador               | Total | Total | Lliga | Lliga | Lliga de Campions | Lliga de Campions | Copa | Copa | Supercopa d'Espanya | Supercopa d'Espanya |
| N. | Pos. | Nac. | Jugador               | PJ    | Gols  | PJ    | Gols  | PJ                | Gols              | PJ   | Gols | PJ                  | Gols                |
| --- | ---- | --- | --------------------- | ----- | ----- | ----- | ----- | ----------------- | ----------------- | ---- | ---- | ------------------- | ------------------- |
| 1 | POR  | [[Fitxer:Flag of Germany.svg\|23x15px\|border \|alt=Alemanya\|link=Selecció de futbol d'Alemanya\|{{#if:\|]]                                   | Marc-André ter Stegen | 48    | 0     | 37    | 0     | 9                 | 0                 | 0    | 0    | 2                   | 0                   |
| 13 | POR  | [[Fitxer:Flag of the Netherlands.svg\|23x15px\|border \|alt=Països Baixos\|link=Selecció de futbol dels Països Baixos\|{{#if:\|]]              | Jasper Cillessen      | 12    | 0     | 1     | 0     | 1                 | 0                 | 10   | 0    | 0                   | 0                   |
| 31 | POR  | [[Fitxer:Flag of the Valencian Community (2x3).svg\|23x15px\|border \|alt=País Valencià\|link=Selecció de futbol del País Valencià\|{{#if:\|]] | Adrià Ortolá          | 0     | 0     | 0     | 0     | 0                 | 0                 | 0    | 0    | 0                   | 0                   |
| 2 | DEF  | [[Fitxer:Flag of Portugal.svg\|23x15px\|border \|alt=Portugal\|link=Selecció de futbol de Portugal\|{{#if:\|]]                                 | Nélson Semedo         | 36    | 0     | 24    | 0     | 7                 | 0                 | 4    | 0    | 1                   | 0                   |
| 3 | DEF  | [[Fitxer:Flag of Catalonia.svg\|23x15px\|border \|alt=Catalunya\|link=Selecció de futbol de Catalunya\|{{#if:\|]]                              | Gerard Piqué          | 50    | 4     | 30    | 2     | 9                 | 1                 | 9    | 1    | 2                   | 0                   |
| 18 | DEF  | [[Fitxer:Flag of Catalonia.svg\|23x15px\|border \|alt=Catalunya\|link=Selecció de futbol de Catalunya\|{{#if:\|]]                              | Jordi Alba            | 46    | 3     | 33    | 2     | 6                 | 0                 | 5    | 1    | 2                   | 0                   |
| 19 | DEF  | [[Fitxer:Flag of France (1794–1815, 1830–1974).svg\|23x15px\|border \|alt=França\|link=Selecció de futbol de França\|{{#if:\|]]                | Lucas Digne           | 19    | 1     | 11    | 0     | 3                 | 1                 | 4    | 0    | 1                   | 0                   |
| 22 | DEF  | [[Fitxer:Flag of Catalonia.svg\|23x15px\|border \|alt=Catalunya\|link=Selecció de futbol de Catalunya\|{{#if:\|]]                              | Aleix Vidal           | 25    | 2     | 15    | 1     | 5                 | 0                 | 4    | 1    | 1                   | 0                   |
| 23 | DEF  | [[Fitxer:Flag of France (1794–1815, 1830–1974).svg\|23x15px\|border \|alt=França\|link=Selecció de futbol de França\|{{#if:\|]]                | Samuel Umtiti         | 41    | 1     | 25    | 1     | 9                 | 0                 | 5    | 0    | 2                   | 0                   |
| 24 | DEF  | [[Fitxer:Flag of Colombia.svg\|23x15px\|border \|alt=Colòmbia\|link=Selecció de futbol de Colòmbia\|{{#if:\|]]                                 | Yerry Mina            | 6     | 0     | 5     | 0     | 0                 | 0                 | 1    | 0    | 0                   | 0                   |
| 25 | DEF  | [[Fitxer:Flag of Belgium (civil).svg\|23x15px\|border \|alt=Bèlgica\|link=Selecció de futbol de Bèlgica\|{{#if:\|]]                            | Thomas Vermaelen      | 20    | 0     | 14    | 0     | 1                 | 0                 | 5    | 0    | 0                   | 0                   |
| 36 | DEF  | [[Fitxer:Flag of Catalonia.svg\|23x15px\|border \|alt=Catalunya\|link=Selecció de futbol de Catalunya\|{{#if:\|]]                              | Marc Cucurella        | 1     | 0     | 0     | 0     | 0                 | 0                 | 1    | 0    | 0                   | 0                   |
| 39 | DEF  | [[Fitxer:Flag of Galicia.svg\|23x15px\|border \|alt=Galícia\|link=Selecció de futbol de Galícia\|{{#if:\|]]                                    | David Costas          | 1     | 0     | 0     | 0     | 0                 | 0                 | 1    | 0    | 0                   | 0                   |
| 4 | MIG  | [[Fitxer:Flag of Croatia.svg\|23x15px\|border \|alt=Croàcia\|link=Selecció de futbol de Croàcia\|{{#if:\|]]                                    | Ivan Rakitić          | 56    | 4     | 35    | 1     | 10                | 1                 | 9    | 2    | 2                   | 0                   |
| 5 | MIG  | [[Fitxer:Flag of Catalonia.svg\|23x15px\|border \|alt=Catalunya\|link=Selecció de futbol de Catalunya\|{{#if:\|]]                              | Sergio Busquets       | 50    | 1     | 31    | 1     | 10                | 0                 | 7    | 0    | 2                   | 0                   |
| 6 | MIG  | [[Fitxer:Flag of Galicia.svg\|23x15px\|border \|alt=Galícia\|link=Selecció de futbol de Galícia\|{{#if:\|]]                                    | Denis Suárez          | 27    | 3     | 17    | 2     | 3                 | 0                 | 6    | 1    | 1                   | 0                   |
| 8 | MIG  | [[Fitxer:Flag of Spain.svg\|23x15px\|border \|alt=Espanya\|link=Selecció de futbol d'Espanya\|{{#if:\|]]                                       | Andrés Iniesta        | 45    | 3     | 31    | 1     | 8                 | 0                 | 5    | 2    | 1                   | 0                   |
| 14 | MIG  | [[Fitxer:Flag of Brazil.svg\|23x15px\|border \|alt=Brasil\|link=Selecció de futbol del Brasil\|{{#if:\|]]                                      | Philippe Coutinho     | 23    | 11    | 18    | 8     | 0                 | 0                 | 5    | 3    | 0                   | 0                   |
| 15 | MIG  | [[Fitxer:Flag of Brazil.svg\|23x15px\|border \|alt=Brasil\|link=Selecció de futbol del Brasil\|{{#if:\|]]                                      | Paulinho              | 49    | 9     | 34    | 9     | 9                 | 0                 | 6    | 0    | 0                   | 0                   |
| 20 | MIG  | [[Fitxer:Flag of Catalonia.svg\|23x15px\|border \|alt=Catalunya\|link=Selecció de futbol de Catalunya\|{{#if:\|]]                              | Sergi Roberto         | 46    | 1     | 29    | 1     | 8                 | 0                 | 7    | 0    | 2                   | 0                   |
| 21 | MIG  | [[Fitxer:Flag of Portugal.svg\|23x15px\|border \|alt=Portugal\|link=Selecció de futbol de Portugal\|{{#if:\|]]                                 | André Gomes           | 31    | 0     | 15    | 0     | 9                 | 0                 | 6    | 0    | 1                   | 0                   |
| 26 | MIG  | [[Fitxer:Flag of Catalonia.svg\|23x15px\|border \|alt=Catalunya\|link=Selecció de futbol de Catalunya\|{{#if:\|]]                              | Carles Aleñá          | 3     | 0     | 0     | 0     | 0                 | 0                 | 3    | 0    | 0                   | 0                   |
| 30 | MIG  | [[Fitxer:Flag of Catalonia.svg\|23x15px\|border \|alt=Catalunya\|link=Selecció de futbol de Catalunya\|{{#if:\|]]                              | Oriol Busquets        | 1     | 0     | 0     | 0     | 0                 | 0                 | 1    | 0    | 0                   | 0                   |
| 9 | DAV  | [[Fitxer:Flag of Uruguay.svg\|23x15px\|border \|alt=Uruguai\|link=Selecció de futbol de l'Uruguai\|{{#if:\|]]                                  | Luis Suárez           | 51    | 33    | 33    | 25    | 10                | 1                 | 6    | 7    | 2                   | 0                   |
| 10 | DAV  | [[Fitxer:Flag of Argentina.svg\|23x15px\|border \|alt=Argentina\|link=Selecció de futbol de l'Argentina\|{{#if:\|]]                            | Lionel Messi          | 55    | 46    | 36    | 34    | 10                | 6                 | 7    | 5    | 2                   | 1                   |
| 11 | DAV  | [[Fitxer:Flag of France (1794–1815, 1830–1974).svg\|23x15px\|border \|alt=França\|link=Selecció de futbol de França\|{{#if:\|]]                | Ousmane Dembélé       | 24    | 4     | 17    | 3     | 3                 | 1                 | 4    | 0    | 0                   | 0                   |
| 17 | DAV  | [[Fitxer:Flag of the Valencian Community (2x3).svg\|23x15px\|border \|alt=País Valencià\|link=Selecció de futbol del País Valencià\|{{#if:\|]] | Paco Alcácer          | 21    | 7     | 16    | 4     | 2                 | 1                 | 2    | 2    | 1                   | 0                   |
| 37 | DAV  | [[Fitxer:Flag of Spain.svg\|23x15px\|border \|alt=Espanya\|link=Selecció de futbol d'Espanya\|{{#if:\|]]                                       | José Arnaiz           | 5     | 3     | 1     | 0     | 0                 | 0                 | 4    | 3    | 0                   | 0                   |
| Futbolistes que han jugat algun partit o han tingut dorsal aquesta temporada, però que han marxat del club abans d'acabar-la |      | |                       |       |       |       |       |                   |                   |      |      |                     |                     |
| 7 | MIG  | [[Fitxer:Flag of Turkey.svg\|23x15px\|border \|alt=Turquia\|link=Selecció de futbol de Turquia\|{{#if:\|]]                                     | Arda Turan            | 0     | 0     | 0     | 0     | 0                 | 0                 | 0    | 0    | 0                   | 0                   |
| 12 | MIG  | [[Fitxer:Flag of Brazil.svg\|23x15px\|border \|alt=Brasil\|link=Selecció de futbol del Brasil\|{{#if:\|]]                                      | Rafinha               | 1     | 0     | 0     | 0     | 0                 | 0                 | 1    | 0    | 0                   | 0                   |
| 14 | DEF  | [[Fitxer:Flag of Argentina.svg\|23x15px\|border \|alt=Argentina\|link=Selecció de futbol de l'Argentina\|{{#if:\|]]                            | Javier Mascherano     | 12    | 0     | 7     | 0     | 2                 | 0                 | 2    | 0    | 1                   | 0                   |
| 16 | DAV  | [[Fitxer:Flag of Catalonia.svg\|23x15px\|border \|alt=Catalunya\|link=Selecció de futbol de Catalunya\|{{#if:\|]]                              | Gerard Deulofeu       | 16    | 2     | 9     | 1     | 3                 | 0                 | 2    | 1    | 2                   | 0                   |

### Altes
| N. | Pos. | Nac. | Jugador                                                                      |
| -- | ---- | --- | ---------------------------------------------------------------------------- |
| —  | DEF  | [[Fitxer:Flag of Brazil.svg\|23x15px\|border \|alt=Brasil\|link=Selecció de futbol del Brasil\|{{#if:\|]]                       | Douglas (Final de cessió a l'Sporting de Gijón)                              |
| —  | DEF  | [[Fitxer:Flag of Belgium (civil).svg\|23x15px\|border \|alt=Bèlgica\|link=Selecció de futbol de Bèlgica\|{{#if:\|]]             | Thomas Vermaelen (Final de cessió a l'AS Roma)                               |
| —  | MIG  | [[Fitxer:Flag of Catalonia.svg\|23x15px\|border \|alt=Catalunya\|link=Selecció de futbol de Catalunya\|{{#if:\|]]               | Sergi Samper (Final de cessió al Granada CF)                                 |
| —  | DAV  | [[Fitxer:Flag of Morocco.svg\|23x15px\|border \|alt=Marroc\|link=Selecció de futbol del Marroc\|{{#if:\|]]                      | Munir (Final de cessió al València CF)                                       |
| —  | DEF  | [[Fitxer:Flag of Brazil.svg\|23x15px\|border \|alt=Brasil\|link=Selecció de futbol del Brasil\|{{#if:\|]]                       | Marlon Santos (Del Fluminense FC, 5 milions d'€)                             |
| —  | DAV  | [[Fitxer:Flag of Catalonia.svg\|23x15px\|border \|alt=Catalunya\|link=Selecció de futbol de Catalunya\|{{#if:\|]]               | Gerard Deulofeu (De l'Everton FC, clàusula de recompra de 12 milions d'€)    |
| —  | DEF  | [[Fitxer:Flag of Portugal.svg\|23x15px\|border \|alt=Portugal\|link=Selecció de futbol de Portugal\|{{#if:\|]]                  | Nélson Semedo (Del SL Benfica, 30 milions d'€ + 5 en variables)              |
| —  | MIG  | [[Fitxer:Flag of Brazil.svg\|23x15px\|border \|alt=Brasil\|link=Selecció de futbol del Brasil\|{{#if:\|]]                       | Paulinho (Del Guangzhou Evergrande, 40 milions d'€)                          |
| —  | DAV  | [[Fitxer:Flag of France (1794–1815, 1830–1974).svg\|23x15px\|border \|alt=França\|link=Selecció de futbol de França\|{{#if:\|]] | Ousmane Dembélé (Del Borussia Dortmund, 105+40 milions d'€)                  |
| —  | MIG  | [[Fitxer:Flag of Brazil.svg\|23x15px\|border \|alt=Brasil\|link=Selecció de futbol del Brasil\|{{#if:\|]]                       | Philippe Coutinho (Al mercat d'hivern, del Liverpool FC, 120+40 milions d'€) |
| —  | DEF  | [[Fitxer:Flag of Colombia.svg\|23x15px\|border \|alt=Colòmbia\|link=Selecció de futbol de Colòmbia\|{{#if:\|]]                  | Yerry Mina (Al mercat d'hivern, del Palmeiras, 11,8M milions d'€)            |
| —  | MIG  | [[Fitxer:Flag of Catalonia.svg\|23x15px\|border \|alt=Catalunya\|link=Selecció de futbol de Catalunya\|{{#if:\|]]               | Sergi Samper (Durant la temporada, final de cessió a la UD Las Palmas)       |

Despesa total:  €323,8 milions

### Baixes
| N. | Pos. | Nac. | Jugador                                                     |
| -- | ---- | --- | ----------------------------------------------------------- |
| —  | POR  | [[Fitxer:Flag of Catalonia.svg\|23x15px\|border \|alt=Catalunya\|link=Selecció de futbol de Catalunya\|{{#if:\|]]               | Jordi Masip (Final de contracte)                            |
| —  | DAV  | [[Fitxer:Flag of Catalonia.svg\|23x15px\|border \|alt=Catalunya\|link=Selecció de futbol de Catalunya\|{{#if:\|]]               | Cristian Tello (Al Reial Betis, 4 milions d'€ + 1)          |
| —  | DEF  | [[Fitxer:Flag of France (1794–1815, 1830–1974).svg\|23x15px\|border \|alt=França\|link=Selecció de futbol de França\|{{#if:\|]] | Jérémy Mathieu (A l'Sporting CP, amb la carta de llibertat) |
| —  | DAV  | [[Fitxer:Flag of Brazil.svg\|23x15px\|border \|alt=Brasil\|link=Selecció de futbol del Brasil\|{{#if:\|]]                       | Neymar (Al PSG, 222 milions d'€)                            |
| —  | MIG  | [[Fitxer:Flag of Catalonia.svg\|23x15px\|border \|alt=Catalunya\|link=Selecció de futbol de Catalunya\|{{#if:\|]]               | Sergi Samper (Cedit a la UD Las Palmas)                     |
| —  | DEF  | [[Fitxer:Flag of Brazil.svg\|23x15px\|border \|alt=Brasil\|link=Selecció de futbol del Brasil\|{{#if:\|]]                       | Marlon Santos (Cedit 2 anys a l'Niça)                       |
| —  | DEF  | [[Fitxer:Flag of Brazil.svg\|23x15px\|border \|alt=Brasil\|link=Selecció de futbol del Brasil\|{{#if:\|]]                       | Douglas (Cedit al Benfica)                                  |
| —  | DAV  | [[Fitxer:Flag of Morocco.svg\|23x15px\|border \|alt=Marroc\|link=Selecció de futbol del Marroc\|{{#if:\|]]                      | Munir (Cedit a l'Alabès)                                    |
| —  | MIG  | [[Fitxer:Flag of Turkey.svg\|23x15px\|border \|alt=Turquia\|link=Selecció de futbol de Turquia\|{{#if:\|]]                      | Arda Turan (Cedit 2 anys al Başakşehir)                     |
| —  | MIG  | [[Fitxer:Flag of Brazil.svg\|23x15px\|border \|alt=Brasil\|link=Selecció de futbol del Brasil\|{{#if:\|]]                       | Rafinha (Cedit a l'Inter de Milà)                           |
| —  | DEF  | [[Fitxer:Flag of Argentina.svg\|23x15px\|border \|alt=Argentina\|link=Selecció de futbol de l'Argentina\|{{#if:\|]]             | Javier Mascherano (Al Hebei Fortune, 5,5 milions d'€)       |
| —  | DAV  | [[Fitxer:Flag of Catalonia.svg\|23x15px\|border \|alt=Catalunya\|link=Selecció de futbol de Catalunya\|{{#if:\|]]               | Gerard Deulofeu (Al mercat d'hivern, cedit al Watford FC)   |

Ingrés total:  €231,5 milions
Diferència:  €92,3 milions

## Resultats
Victòria
      Empat
      Derrota

### Lliga

#### Partit Anada
| 20 d'agost de 2017   | FC Barcelona                   | 2–0     | Reial Betis | Barcelona                                                      |  |
| 20:15 CEST Jornada 1 | Tosca 36' (p.p.) · Roberto 39' | Informe |             | Camp Nou · 56.480 espectadors · Daniel Jesús Trujillo Suárez · |  |

| 26 d'agost de 2017   | Deportivo Alavés | 0–2     | FC Barcelona   | Vitòria                                                       |  |
| 18:15 CEST Jornada 2 |                  | Informe | 55', 66' Messi | Mendizorroza · 19.356 espectadors · Carlos del Cerro Grande · |  |

| 9 de setembre de 2017 | FC Barcelona                                 | 5–0     | Espanyol | Barcelona                                           |  |
| 20:45 CEST Jornada 3  | Messi 26', 35', 67' · Piqué 87' · Suárez 90' | Informe |          | Camp Nou · 72.857 espectadors · Jesús Gil Manzano · |  |

| 16 de setembre de 2017 | Getafe CF     | 1–2     | FC Barcelona                 | Madrid                                                                        |  |
| 16:15 CEST Jornada 4   | Shibasaki 39' | Informe | 62' D. Suárez · 84' Paulinho | Coliseum Alfonso Pérez · 14.922 espectadors · David José Fernández Borbalán · |  |

| 19 de setembre de 2017 | FC Barcelona                                       | 6–1     | SD Eibar   | Barcelona                                                            |  |
| 22:00 CEST Jornada 5   | Messi 20', 62', 87' · Paulinho 38' · D. Suárez 53' | Informe | 57' Enrich | Camp Nou · 49.693 espectadors · Alejandro José Hernández Hernández · |  |

| 23 de setembre de 2017 | Girona FC | 0–3     | FC Barcelona                                         | Girona                                                                      |  |
| 20:45 CEST Jornada 6   |           | Informe | 17' (p.p.) Benítez · 48' (p.p.) Iraizoz · 69' Suárez | Municipal de Montilivi · 13.305 espectadors · José María Sánchez Martínez · |  |

| 1 d'octubre de 2017  | FC Barcelona                  | 3–0     | UD Las Palmas | Barcelona                                              |  |
| 16:15 CEST Jornada 7 | Busquets 49' · Messi 70', 77' | Informe |               | Camp Nou · 0 espectadors · José Luis Munuera Montero · |  |

| 14 d'octubre de 2017 | Atlétic Madrid | 1–1     | FC Barcelona | Madrid                                                          |  |
| 20:45 CEST Jornada 8 | Saúl 21'       | Informe | 82' Suárez   | Estadi Metropolità · 64.393 espectadors · Antonio Mateu Lahoz · |  |

| 21 d'octubre de 2017 | FC Barcelona              | 2–0     | Màlaga | Barcelona                                                |  |
| 20:45 CEST Jornada 9 | Deulofeu 2' · Iniesta 56' | Informe |        | Camp Nou · 74.397 espectadors · Pablo González Fuertes · |  |

| 28 d'octubre de 2017  | Athletic Club | 0–2     | FC Barcelona               | Bilbao                                                   |  |
| 20:45 CEST Jornada 10 |               | Informe | 36' Messi · 90+2' Paulinho | San Mamés · 43.570 espectadors · Juan Martínez Munuera · |  |

| 4 de novembre de 2017 | FC Barcelona     | 2–1     | Sevilla     | Barcelona                                                     |  |
| 20:45 CET Jornada 11  | Alcácer 23', 65' | Informe | 59' Pizarro | Camp Nou · 70.723 espectadors · José Luis González González · |  |

| 18 de novembre de 2017 | CD Leganés | 0–3     | FC Barcelona                   | Leganés                                                    |  |
| 16:15 CET Jornada 12   |            | Informe | 28', 60' Suárez · 90' Paulinho | Butarque · 11.454 espectadors · Alberto Undiano Mallenco · |  |

| 26 de novembre de 2017 | València CF | 1–1     | FC Barcelona | València                                                      |  |
| 20:45 CET Jornada 13   | Rodrigo 60' | Informe | 82' Alba     | Mestalla · 47.775 espectadors · Ignacio Iglesias Villanueva · |  |

| 2 de desembre de 2017 | FC Barcelona                | 2–2     | Celta de Vigo         | Barcelona                                            |  |
| 13:00 CET Jornada 14  | Luis Suárez 62' · Messi 22' | Informe | 20' Aspas · 70' Gómez | Camp Nou · 63.208 espectadors · Mario Melero López · |  |

| 10 de desembre de 2017 | Vila-real CF | 0–2     | FC Barcelona           | Vila-real                                                                   |  |
| 20:45 CET Jornada 15   |              | Informe | 72' Suárez · 83' Messi | Estadi de la Ceràmica · 21.087 espectadors · Ricardo de Burgos Bengoetxea · |  |

| 17 desembre 2017     | FC Barcelona                             | 4–0     | Deportivo de La Coruña | Barcelona                                                    |  |
| 20:45 CET Jornada 16 | Luis Suárez 29', 47' · Paulinho 41', 75' | Informe |                        | Camp Nou · 53,607 espectadors · Antonio Miguel Mateu Lahoz · |  |

| 23 desembre 2017     | Reial Madrid CF | 0–3     | FC Barcelona                                         | Madrid                                                                 |  |
| 13:00 CET Jornada 17 | Carvajal 63'    | Informe | Luis Suárez 54' · Messi 64' (p.) · Aleix Vidal 90+3' | Santiago Bernabéu · 80,264 espectadors · José María Sánchez Martínez · |  |

| 7 gener 2018         | FC Barcelona                                 | 3–0     | Llevant UE | Barcelona                                                 |  |
| 16:15 CET Jornada 18 | Messi 12' · Luis Suárez 38' · Paulinho 90+3' | Informe |            | Camp Nou · 56,380 espectadors · Carlos del Cerro Grande · |  |

| 14 gener 2018        | Reial Societat                | 2–4     | FC Barcelona                                    | Donostia                                                    |  |
| 20:45 CET Jornada 19 | Willian José 11' · Juanmi 34' | Informe | Paulinho 39' · Luis Suárez 50', 71' · Messi 85' | Anoeta · 23,277 espectadors · José Luis González González · |  |

| 21 gener 2018        | Reial Betis | 0–5     | FC Barcelona                                   | Sevilla                                                         |  |
| 20:45 CET Jornada 20 |             | Informe | Rakitić 59' · Messi 64', 80' · Suárez 69', 89' | Benito Villamarín · 53,426 espectadors · Santiago Jaime Latre · |  |

| 28 gener 2018        | FC Barcelona           | 2–1     | Alavés       | Barcelona                                                     |  |
| 20:45 CET Jornada 21 | Suárez 72' · Messi 84' | Informe | Guidetti 23' | Camp Nou · 62,369 espectadors · Ignacio Iglesias Villanueva · |  |

| 4 febrer 2018        | RCD Espanyol | 1–1     | FC Barcelona | Cornellà de Llobregat                                   |  |
| 16:15 CET Jornada 22 | Gerard 66'   | Informe | Piqué 82'    | RCDE Stadium · 23,287 espectadors · Jesús Gil Manzano · |  |

| 11 febrer 2018       | FC Barcelona | 0–0     | Getafe CF | Barcelona                                                  |  |
| 16:15 CET Jornada 23 |              | Informe |           | Camp Nou · 75,681 espectadors · David Fernández Borbalán · |  |

| 17 febrer 2018       | SD Eibar          | 0–2     | FC Barcelona                | Eibar                                                             |  |
| 16:15 CET Jornada 24 | Orellana 58', 66' | Informe | Suárez 16' · Jordi Alba 88' | Ipurua · 6,760 espectadors · Alejandro José Hernández Hernández · |  |

| 24 febrer 2018       | FC Barcelona                                        | 6–1     | Girona FC | Barcelona                                               |  |
| 20:45 CET Jornada 25 | Suárez 5', 44', 76' · Messi 30', 36' · Coutinho 66' | Informe | Portu 3'  | Camp Nou · 85,417 espectadors · Javier Alberola Rojas · |  |

| 1 març 2018          | UD Las Palmas    | 1–1     | FC Barcelona | Las Palmas                                                       |  |
| 21:00 CET Jornada 26 | Calleri 48' (p.) | Informe | Messi 21'    | Gran Canaria · 23,778 espectadors · Antonio Miguel Mateu Lahoz · |  |

| 4 març 2018          | FC Barcelona | 1–0     | Atlètic de Madrid | Barcelona                                           |  |
| 16:15 CET Jornada 27 | Messi 26'}   | Informe |                   | Camp Nou · 90,356 espectadors · Jesús Gil Manzano · |  |

| 10 març 2018         | Màlaga   | 0–2     | FC Barcelona              | Màlaga                                                     |  |
| 20:45 CET Jornada 28 | Samu 30' | Informe | Suárez 15' · Coutinho 28' | La Rosaleda · 26,667 espectadors · Juan Martínez Munuera · |  |

| 18 març 2018         | FC Barcelona                | 2–0     | Athletic Club | Barcelona                                              |  |
| 16:15 CET Jornada 29 | Paco Alcácer 8' · Messi 30' | Informe |               | Camp Nou · 84,053 espectadors · Santiago Jaime Latre · |  |

| 31 març 2018          | Sevilla FC               | 2–2     | FC Barcelona           | Sevilla                                                                    |  |
| 20:45 CEST Jornada 30 | Vázquez 36' · Muriel 50' | Informe | Suárez 88' · Messi 89' | Ramón Sánchez Pizjuán · 37,588 espectadors · José Luis González González · |  |

| 7 abril 2018          | FC Barcelona        | 3–1     | Leganés     | Barcelona                                                      |  |
| 20:45 CEST Jornada 31 | Messi 27', 32', 87' | Informe | El Zhar 68' | Camp Nou · 72,126 espectadors · Ricardo de Burgos Bengoetxea · |  |

| 14 abril 2018         | FC Barcelona                 | 2–1     | València CF       | Barcelona                                                 |  |
| 16:15 CEST Jornada 32 | Luis Suárez 15' · Umtiti 51' | Informe | Parejo 87' (pen.) | Camp Nou · 69,544 espectadors · Carlos del Cerro Grande · |  |

| 17 abril 2018         | Celta                 | 2–2     | FC Barcelona                                    | Vigo                                                       |  |
| 21:00 CEST Jornada 33 | Jonny 45' · Aspas 82' | Informe | Dembélé 36' · Paco Alcácer 64' · S. Roberto 71' | Balaídos · 20,347 espectadors · David Fernández Borbalán · |  |

| 29 abril 2018         | Deportivo                        | 2–4     | FC Barcelona                      | La Corunya                                                   |  |
| 20:45 CEST Jornada 35 | Lucas Pérez 40' · Emre Çolak 64' | Informe | Coutinho 7' · Messi 38', 82', 85' | Riazor · 25,721 espectadors · Ricardo de Burgos Bengoetxea · |  |

| 6 maig 2018           | FC Barcelona                                      | 2–2     | Reial Madrid           | Barcelona                                                            |  |
| 20:45 CEST Jornada 36 | Luis Suárez 10' · Messi 52' · Sergi Roberto 45+3' | Informe | Ronaldo 15' · Bale 72' | Camp Nou · 97,939 espectadors · Alejandro José Hernández Hernández · |  |

| 9 maig 2018           | FC Barcelona                                                 | 5–1     | Vila-real CF | Barcelona                                                     |  |
| 20:00 CEST Jornada 34 | Coutinho 11' · Paulinho 16' · Messi 45' · Dembélé 87', 90+3' | Informe | Sansone 54'  | Camp Nou · 54,743 espectadors · José María Sánchez Martínez · |  |

| 13 maig 2018          | Llevant                                | 5–4     | FC Barcelona                                    | València                                                       |  |
| 20:45 CEST Jornada 37 | Boateng 9', 30', 49' · Bardhi 46', 56' | Informe | Coutinho 38', 59', 64' · Luis Suárez 71' (pen.) | Ciutat de València · 22,384 espectadors · Mario Melero López · |  |

| 20 maig 2018          | FC Barcelona | 1–0     | Reial Societat | Barcelona                                                   |  |
| 20:45 CEST Jornada 38 | Coutinho 57' | Informe |                | Camp Nou · 84,168 espectadors · José Luis Munuera Montero · |  |

### Copa

#### Setzens de final
| 24 octubre 2017 | R. Múrcia | 0–3     | FC Barcelona                            | Múrcia                                                             |  |
| 21:30 Anada     |           | Informe | Alcácer 44' · Deulofeu 52' · Arnaiz 56' | Nueva Condomina · 19.089 espectadors · José Luis Munuera Montero · |  |

| 29 novembre 2017 | FC Barcelona                                                     | 5–0 (Total: 8–0) | R. Múrcia | Barcelona                                               |  |
| 19:30 Tornada    | Alcácer 16' · Piqué 56' · Vidal 60' · D. Suárez 74' · Arnáiz 79' | Informe          |           | Camp Nou · 68.775 espectadors · Javier Alberola Rojas · |  |

#### Vuitens de final
| 4 gener 2018    | Celta de Vigo | 1–1     | FC Barcelona    | Vigo                                                    |  |
| 19:30 CET Anada | Sisto 31'     | Informe | José Arnaiz 15' | Balaídos · 21,338 espectadors · Juan Martínez Munuera · |  |

| 11 gener 2018     | FC Barcelona                                               | 5–0 (Total: 6–1) | Celta de Vigo | Barcelona                                                       |  |
| 21:30 CET Tornada | Messi 13', 15' · Jordi Alba 28' · Suárez 31' · Rakitić 87' | Informe          |               | Camp Nou · 59,009 espectadors · Alejandro Hernández Hernández · |  |

#### Quarts de final
| 17 gener 2018   | RCD Espanyol | 1–0     | FC Barcelona | Cornellà de Llobregat                                              |  |
| 21:00 CET Anada | Melendo 88'  | Informe |              | RCDE Stadium · 23,323 espectadors · Ricardo de Burgos Bengoetxea · |  |

| 25 gener 2018     | FC Barcelona          | 2–0 (Total: 2–1) | RCD Espanyol | Barcelona                                                    |  |
| 21:30 CET Tornada | Suárez 9' · Messi 25' | Informe          |              | Camp Nou · 79,774 espectadors · Antonio Miguel Mateu Lahoz · |  |

#### Semifinals
| 1 febrer 2018   | FC Barcelona | 1–0     | València CF | Barcelona                                                     |  |
| 21:30 CET Anada | Suárez 67'   | Informe |             | Camp Nou · 50,959 espectadors · José María Sánchez Martínez · |  |

| 8 febrer 2018     | València CF | 0–2 (Total: 0–3) | FC Barcelona               | València                                                   |  |
| 21:30 CET Tornada |             | Informe          | Coutinho 49' · Rakitić 82' | Mestalla · 43,335 espectadors · Alberto Undiano Mallenco · |  |

#### Final
| 21 abril 2018 | Sevilla FC | 0–5     | FC Barcelona                                                  | Madrid                                                        |  |
| 21:30 CEST    |            | Informe | Suárez 14', 40' · Messi 31' · Iniesta 52' · Coutinho 69' (p.) | Estadi Metropolità · 67,500 espectadors · Jesús Gil Manzano · |  |

### Lliga de Campions

#### Fase de groups
| Pos | Equip         | PJ | PG | PE | PP | GF | GC | DG | Pts | Classificació                 |  | BAR | JUV | SCP | OLY |
| --- | ------------- | -- | -- | -- | -- | -- | -- | -- | --- | ----------------------------- |  | --- | --- | --- | --- |
| 1   | Barcelona     | 6  | 4  | 2  | 0  | 9  | 1  | +8 | 14  | Avança a Vuitens              |  | —   | 3-0 | 2-0 | 3-1 |
| 2   | Juventus      | 6  | 3  | 2  | 1  | 7  | 5  | +2 | 11  | Avança a Vuitens              |  | 0-0 | —   | 2-1 | 2-0 |
| 3   | Sporting CP   | 6  | 2  | 1  | 3  | 8  | 9  | −1 | 7   | Transfereix a la Lliga Europa |  | 0-1 | 1-1 | —   | 3-1 |
| 4   | Olympiakos FC | 6  | 0  | 1  | 5  | 4  | 13 | −9 | 1   |                               |  | 0-0 | 0-2 | 2-3 | —   |

| 12 setembre 2017     | FC Barcelona                    | 3–0     | Juventus FC | Barcelona                                                   |  |
| 20:45 CEST Jornada 1 | Messi 45', 69' · I. Rakitić 56' | Informe |             | Camp Nou · 78,656 espectadors · Damir Skomina (Eslovènia) · |  |

| 27 setembre 2017     | Sporting CP | 0–1     | FC Barcelona      | Lisboa, Portugal                                                        |  |
| 20:45 CEST Jornada 2 |             | Informe | Coates 49' (p.p.) | Estádio José Alvalade · 48,575 espectadors · Ovidiu Hațegan (Romania) · |  |

| 18 octubre 2017      | FC Barcelona                                                 | 3–1     | Olympiakos FC | Barcelona                                                  |  |
| 20:45 CEST Jornada 3 | Piqué 11', 42' · Nikolaou 18' (p.p.) · Messi 61' · Digne 64' | Informe | Nikolaou 90'  | Camp Nou · 55,026 espectadors · William Collum (Escòcia) · |  |

| 31 octubre 2017     | Olympiakos FC | 0–0     | FC Barcelona | El Pireu, Grècia                                                                 |  |
| 19:45 EET Jornada 4 |               | Informe |              | Estadi Geórgios Karaiskakis · 31,600 espectadors · Anthony Taylor (Anglaterra) · |  |

| 22 novembre 2017    | Juventus FC | 0–0     | FC Barcelona | Torí, Itàlia                                                     |  |
| 20:45 CET Jornada 5 |             | Informe |              | Juventus Stadium · 40,876 espectadors · Milorad Mažić (Sèrbia) · |  |

| 5 desembre 2017     | FC Barcelona                            | 2–0     | Sporting CP | Barcelona                                                 |  |
| 20:45 CET Jornada 6 | Paco Alcácer 59' · Mathieu 90+1' (p.p.) | Informe |             | Camp Nou · 48,336 espectadors · Craig Thomson (Escòcia) · |  |

#### Fase eliminatòria

##### Vuitens de final
| 20 febrer 2018  | Chelsea FC  | 1–1     | FC Barcelona | Londres, Anglaterra                                             |  |
| 19:45 GMT Anada | Willian 62' | Informe | Messi 75'    | Stamford Bridge · 37,741 espectadors · Cüneyt Çakır (Turquia) · |  |

| 14 març 2018      | FC Barcelona                | 3–0 (Total: 4–1) | Chelsea FC | Barcelona                                                   |  |
| 20:45 CET Tornada | Messi 3', 63' · Dembélé 20' | Informe          |            | Camp Nou · 97,183 espectadors · Damir Skomina (Eslovènia) · |  |

##### Quarts de final
| 4 abril 2018     | FC Barcelona                                                      | 4–1     | AS Roma   | Barcelona                                                        |  |
| 20:45 CEST Anada | De Rossi 38' (p.p.) · Manolas 55' (p.p.) · Piqué 59' · Suárez 87' | Informe | Džeko 80' | Camp Nou · 90,106 espectadors · Danny Makkelie (Països Baixos) · |  |

| 10 abril 2018      | AS Roma                                    | 3–0 (Total: 4–4) | FC Barcelona | Roma, Itàlia                                                     |  |
| 20:45 CEST Tornada | Džeko 6' · De Rossi 58' (p.) · Manolas 82' | Informe          |              | Stadio Olimpico · 56,580 espectadors · Clément Turpin (França) · |  |

### Supercopa d'Espanya
| 13 d'agost de 2017 | FC Barcelona     | 1-3 | R. Madrid                                    | Barcelona                                                      |  |
| 22:00 CEST Anada   | Messi 77' (pen.) |     | Piqué 50' (p.p.) · Ronaldo 80' · Asensio 90' | Camp Nou · 89.514 espectadors · Ricardo de Burgos Bengoetxea · |  |

| 16 d'agost de 2017 | R. Madrid                            | 2-0 | FC Barcelona | Madrid                                                                        |  |
| 23:00 CEST Tornada | Marco Asensio 4' · Karim Benzema 39' |     |              | Estadi Santiago Bernabéu · 79.400 espectadors · José María Sánchez Martínez · |  |

### Supercopa de Catalunya
| 7 març 2018                                        | FC Barcelona                                       | 0–0             | RCD Espanyol                             | Lleida                                                    |                                          |
| 18:45 CET Final                                    |                                                    | FCBarcelona.cat |                                          | Camp d'Esports · 10.576 espectadors · Estrada Fernández · |                                          |
|                                                    |                                                    | Tanda de penals |                                          |                                                           |                                          |
| - Paco Alcácer · Palencia · Yerry Mina · Abel Ruiz | - Paco Alcácer · Palencia · Yerry Mina · Abel Ruiz | 4–2             | - Darder · Alex López · Hermoso · Jurado | - Darder · Alex López · Hermoso · Jurado                  | - Darder · Alex López · Hermoso · Jurado |